# Bapsi Sidhwa
Bapsi Sidhwa (n. 11 august 1938, Karachi, India Britanică – d. 25 decembrie 2024, Houston, Texas, SUA) a fost o scriitoare pakistaneză care scria în limba engleză.